# Пікалов Олександр Вікторович
Олександр Вікторович Пікалов (нар. 30 січня 1976, Кривий Ріг) — український актор і автор студії «95 квартал». Батько іншого актора студії — Володимира Мартинця.

## Біографія
Народився 30 січня 1976 року в Кривому Розі. Закінчив Криворізький технічний університет, отримав спеціальність гірничий інженер-підземник. За професією не працював, але працював зварювальником, охоронцем, двірником, працював на будівництві помічником дефектоскопіста. Був художнім керівником СТЕМу «Безпритульний», де грали майже всі зі «Студія Квартал-95».
Грав у студентській команді КВН, згодом — у міській команді «Криворізька шпана». Після зникнення команди, грав за «Збірну Дніпропетровська». Грав у лігах Воронежу і Дніпропетровська та на фестивалях у Сочі. У 1998 році перейшов в команду КВК «95 квартал», як і Володимир Зеленський є автором жартів «95 кварталу».
6 квітня 2022 року в інтерв'ю виданню «Комсомольська правда в Україні» розповів, що з перших днів російського вторгнення «бусом» розвозив їжу, ліки та бензин, а також склав присягу та вступив до Національної гвардії України. Окрім того, актор, разом із колегою Євгеном Кошовим, робить жартівливі випуски новин «Байрактар NEWS».

## Фільмографія
| Рік       |    | Українська назва      | Оригінальна назва  | Роль                                 |
| --------- | -- | --------------------- | ------------------ | ------------------------------------ |
| 2004      | тф | Три мушкетери         | рос. Три мушкетёра | гвардієць кардиналу                  |
| 2009      | тф | Як козаки...          | рос. Как казаки…   | козак з татуюванням                  |
| 2013      | мф | Турбо                 | англ. Turbo        | Біла тінь (український дубляж)       |
| 2014      | тф | 1+1 удома             | рос. 1+1 дома      | Генерал/полковник/підполковник/майор |
| 2015—2019 | с  | Слуга народу          |                    | Іван Скорик, Міністр оборони України |
| 2019      | ф  | Давай танцюй          | рос. Давай танцуй! | Байкер                               |
| 2021      | мф | Гуллівер повертається |                    | Фрелок                               |
| 2022      | с  | Бункер                |                    | Рамзан Кадиров                       |

## Телебачення
- «Вечірній Квартал»
- «Ліга сміху» (з 8 сезону)
- «Пороблено в Україні» («Інтер»)
- «Байрактар News»

## Сім'я
- Дружина — Ірина Сергіївна Пікалова (Михайличенко) (1979) — учасниця «Кварталу».
- Син — Михайло Олександрович Пікалов (2006)[3].

## Нагороди
- Орден «За заслуги» III ст. (23 серпня 2022) — за значні заслуги у зміцненні української державності, мужність і самовідданість, виявлені у захисті суверенітету та територіальної цілісності України, вагомий особистий внесок у розвиток різних сфер суспільного життя, відстоювання національних інтересів нашої держави, сумлінне виконання професійного обов'язку.[4]